# Jan Franx
Jan Franx (Enkhuizen, 6 november 1960) is een Nederlandse bestuurder en politicus. Sinds 31 mei 2022 is hij namens Enkhuizen Vooruit! en Nieuw Enkhuizen wethouder en 1e locoburgemeester van Enkhuizen.

## Loopbaan
Franx heeft 22 jaar gewerkt bij het Westfriesgasthuis in Hoorn en zijn laatste functie daar was Hoofd Algemene Veiligheid. Franx werd in 2003 wethouder van Enkhuizen met in zijn portefeuille onder andere Financiën en Economische Zaken. Hij was daar wethouder tot 2013. Van januari 2016 tot april 2019 was hij wethouder van Gooise Meren. Hij was vanaf 8 april 2019 waarnemend burgemeester van Koggenland. Op 30 juni 2020 werd Monique Bonsen-Lemmers voorgedragen als burgemeester van Koggenland. Zij begon op 23 september 2020. Hij is voorzitter van de Raad van Toezicht van het ROC Horizon College en zelfstandig ondernemer.
Franx was lijstduwer van Enkhuizen Vooruit! bij de gemeenteraadsverkiezingen van 2022 in Enkhuizen. Op 31 mei 2022 werd hij er namens Enkhuizen Vooruit! en Nieuw Enkhuizen wethouder van ruimtelijke ordening, bouwen en wonen, toerisme en recreatie en havens, visserij, IJsselmeer/Markermeer, duurzaamheid en milieu, SED, ICT, vergunningen en handhaving en milieu. Hij is wijkwethouder voor Kadijken en Oosterdijk en projectwethouder van REZ, locatie SMC, GWW, Westeinde Zuid en Zilverstraat/Hoogstraat (inclusief verbouwing Stadhuis). Hij is eerste locoburgemeester.